# Børge Haahr Andersen
Børge Haahr Andersen (født ?) er en dansk teolog, præst og rektor for Dansk Bibel-Institut. 

## Pastorale vejleder
Børge Haahr Andensen blev indsat som pastoral vejleder d. 16. juni for en række højrekirkelige præster, som følge af indførelsen af ritualet for vielser af homoseksuelle i Folkekirken. Indsættelsen mødte stærkt kritik fra Københavns biskop og Fyns Biskop Kresten Drejergaard, som forbød, at indsættelsen kunne finde sted i Sankt Hans Kirke) i Odense. Indsættelsen blev herefter flyttet til Haderslev stift. Titlen "pastoral vejleder" har ingen officiel betydning eller værdi, den er alene opfundet af 49 præster fra den danske folkekirkes højrefløj, som en protest mod biskoppernes udarbejdelse af vielsesritualet for homoseksuelle.  